# الشرقلية
الشرقلية قرية تقع شمال غرب محافظة حمص في سورية. تتصف بطبيعتها الخلابة.
تشتهر القرية بضيق مساحتها حيث هذا ما تسبب بهجرة ابنائها ويرجح انهم من عائلة واحدة

## الخدمات
تتوفر فيها كافة الخدمات والمراكز الخدمية مثل:
- بلدية الشرقلية.
- مستوصف الشرقلية الذي يعمل به كادر خدمي طبي من الممرضين والأطباء.
- صالة للأفراح والمناسبات (صالة نغم).
- مسجد يتوسط القرية.
- هناك خزان مائي يزود القرية بالماء
- عدد من المحال التجارية.
- يوجد عدد من المنشأت مثل المداجن والمسامك وغيرها.
وفي مجال التعليم يوجد عدد من المدارس بفرعيها الإعدادي والابتدائي مع الكوادر التعليمية ،
يمر من شرق القرية اوستراد مصياف الجديد كما توجد وسائل نقل دائمة حتى المساء خط حمص الشرقلية القناقية القبو، كما تستفيد القرية من سد الحولة الكبير .
بالنسبة لتضاريسها تقع على تلة صغيرة وهي بداية لجبال العلويين في حمص حيث تمتد السلسلة الجبلية حتى شمال اللاذقية مارة بمحافظة طرطوس وومحافظة حماه، يمر بها نهر الذي يعد المغذي الرئيسي لسد الحولة وهو ناجم عن التقاء عدة انهار عند منطقة التلول والجبال المشهورة بالضباع، تلتصق غرب القرية بقرية القناقية حيث لا يفصل بينهما شيء تقريبا بسبب زيادة عدد السكان وامتداد المباني، وتحدها من الشمال قرية فلة وتشرف على سد الحولة وتتصف المنطقة بالصخور البركانية.
بالنسبة للاراضي فهي خصبة ويزرع فيها الزيتون والرمان والقثاء والكرمة (العنب) وأشجار الكينا والسرو والتين والقمح وغير ذلك.